# Conescharellina abnormis
Conescharellina abnormis är en mossdjursart som beskrevs av Lu 1991. Conescharellina abnormis ingår i släktet Conescharellina och familjen Biporidae. Inga underarter finns listade i Catalogue of Life.